# Jermisch
Jermisch (russisch Е́рмишь) ist eine Siedlung städtischen Typs in der Oblast Rjasan in Russland mit 4345 Einwohnern (Stand 14. Oktober 2010).

## Geographie
Der Ort liegt gut 160 km Luftlinie östlich des Oblastverwaltungszentrums Rjasan unweit der Grenze zur Oblast Nischni Nowgorod und der Republik Mordwinien. Er befindet sich am rechten Mokscha-Nebenfluss Jermisch, der dort zum kleinen Stausee Jermischinski prud angestaut ist.
Jermisch ist Verwaltungszentrum des Rajons Jermischinski sowie Sitz der Stadtgemeinde Jermischinskoje gorodskoje posselenije, zu der außerdem die Dörfer Nekrassowka (7 km lich) und Swestur (9 km nordwestlich) sowie die Siedlungen Gar (5 km nordwestlich) und Gorelyschewo (14 km nordwestlich) gehören.

## Geschichte
Der Ort wurde Anfang des 17. Jahrhunderts unter dem Namen Anossowo gegründet; als Gründungsjahr gilt 1628. 1755 wurde dort ein Eisenwerk eröffnet, das bis 1882 in Betrieb war. Der Ort wurde später nach dem Namen des Flusses bezeichnet, alternativ bis ins 20. Jahrhundert auch als Archangelskoje, nach der örtlichen Erzengel-Kirche (russisch Archangelskaja zerkow). Ende des 18. Jahrhunderts wurde er Sitz einer Wolost im Ujesd Temnikow des Gouvernements Tambow.
Am 12. Juli 1929 wurde Jermisch Verwaltungssitz eines neu geschaffenen, nach ihm benannten Rajons. 1960 erhielt der Ort den Status einer Siedlung städtischen Typs.

### Bevölkerungsentwicklung
| Jahr | Einwohner |
| ---- | --------- |
| 1897 | 2452      |
| 1939 | 3321      |
| 1959 | 3069      |
| 1970 | 4217      |
| 1979 | 4488      |
| 1989 | 5061      |
| 2002 | 4715      |
| 2010 | 4345      |

Anmerkung: Volkszählungsdaten

## Verkehr
Nach Jermisch führt die Regionalstraße 61K-033, die gut 20 km südwestlich bei Woschod von der 61K-030 Sassowo – Kadom abzweigt und als 61K-036 weiter zur Oblastgrenze verläuft, von wo Anschluss in Richtung Wosnessenskoje in der Oblast Nischni Nowgorod und Tenguschewo in Mordwinien besteht.
Im 50 km in südwestlicher Richtung entfernten Sassowo befindet sich an der Strecke Moskau – Rjasan – Rusajewka – Sysran die nächstgelegene Bahnstation.